# گویبو
گویبو (به لاتین: Goibo) یک شهرک در جمهوری خلق چین است که در Markam County واقع شده‌است. گویبو
- نفر جمعیت دارد.